# Vết sao
Vết sao là hiện tượng được tạo ra bởi từ trường cục bộ trên bề mặt của các ngôi sao, giống như vết đen Mặt Trời. Các vết sao nhỏ cỡ vết đen Mặt Trời đã không được phát hiện trên các ngôi sao khác, vì chúng chỉ gây ra những dao động nhỏ về độ sáng không thể phát hiện được. Các vết sao được quan sát nhìn chung lớn hơn nhiều so với các vết đen Mặt Trời: có thể che phủ khoảng 30% bề mặt sao, tương ứng với các vết sao lớn hơn 100 lần so với vết đen Mặt Trời.

## Phát hiện và đo lường
Để phát hiện và đo lường mức độ của các vết sao, người ta sử dụng một số loại phương pháp sau:
- Đối với các sao quay nhanh - Hình ảnh Doppler và hình ảnh Zeeman–Doppler.[2]  Với kỹ thuật hình ảnh Zeeman–Doppler, hướng của từ trường trên các ngôi sao có thể được xác định do các vạch quang phổ được phân chia theo hiệu ứng Zeeman, cho thấy hướng và độ lớn của từ trường.
- Đối với các sao quay chậm - Tỷ lệ độ sâu đường (Line Depth Ratio, LDR). Ở đây người ta đo hai vạch quang phổ khác nhau, một vạch nhạy với nhiệt độ và một vạch không. Vì các vết sao có nhiệt độ thấp hơn xung quanh nên đường nhạy với nhiệt độ sẽ thay đổi độ sâu của nó. Từ sự khác biệt giữa hai đường này, nhiệt độ và kích thước của vết sao có thể được tính toán, với độ chính xác nhiệt độ là 10K.
- Đối với các sao đôi che khuất - Ánh xạ của thiên thực tạo ra hình ảnh và bản đồ các vết sao trên cả hai ngôi sao.[3]
- Đối với các ngôi sao có ngoại hành tinh quá cảnh - Các biến thể đường cong ánh sáng.[4]

## Nhiệt độ
Các vết sao được quan sát có nhiệt độ trong khoảng từ 500–2.000 Kelvin (227–1.730 °C), mát hơn so với nhiệt độ quang cầu. Sự chênh lệch nhiệt độ này có thể làm tăng sự thay đổi độ sáng lên tới 0,6 độ giữa vết sao và bề mặt xung quanh. Dường như cũng có mối quan hệ giữa nhiệt độ tại vết sao và nhiệt độ đối với quang cầu của sao, chỉ ra rằng các vết sao hoạt động tương tự đối với các loại sao khác nhau (quan sát được trong sao lùn G–K).

## Thời gian tồn tại
Thời gian tồn tại của một vết sao phụ thuộc vào kích thước của nó.
- Đối với các vết sao nhỏ, tuổi thọ tỷ lệ thuận với kích thước của chúng, tương tự như các vết đen Mặt Trời.[5]
- Đối với các vết lớn, kích thước phụ thuộc vào vòng quay vi sai của ngôi sao, nhưng có một số dấu hiệu cho thấy các vết lớn tạo ra các biến đổi ánh sáng có thể tồn tại trong nhiều năm ngay cả trong các sao có vòng quay vi sai.

## Chu kỳ hoạt động
Sự phân bố của các vết sao trên bề mặt sao thay đổi tương tự như trường hợp Mặt Trời, nhưng khác với các loại sao khác nhau, ví dụ, tùy thuộc vào việc ngôi sao có phải là sao đôi hay không. Loại chu kỳ hoạt động tương tự được tìm thấy cho Mặt Trời có thể được nhìn thấy đối với các ngôi sao khác, tương ứng với chu kỳ 11 năm của Mặt Trời (2 lần). Một số ngôi sao có chu kỳ dài hơn, có thể tương tự như cực tiểu Maunder cho Mặt Trời.

### Chu kỳ lật
Một chu kỳ hoạt động khác là chu kỳ lật, ngụ ý rằng hoạt động ở một trong hai bán cầu chuyển từ bên này sang bên kia. Hiện tượng tương tự có thể được nhìn thấy trên Mặt Trời, với các khoảng thời gian 3,8 và 3,65 năm đối với bán cầu Bắc và Nam. Hiện tượng lật được quan sát cho cả sao RS CVn đôi và sao đơn mặc dù phạm vi của các chu kỳ khác nhau giữa hệ sao đôi và sao đơn.